# 琳賽·鄧肯
琳賽·鄧肯（英語：Lindsay Vere Duncan, CBE，1950年11月7日—）是一位蘇格蘭舞台、電視和電影演員。她出演過一些哈羅德·品特寫的舞台劇，由於在舞台劇Les Liaisons dangereuses (1985–1986)和Private Lives (2001–2002)中的表演贏得了兩項奧利維爾獎和一項托尼獎。她在電視上最有名的角色包括：在阿蘭·布里斯戴爾的G.B.H. (1991)中扮演Barbara Douglas、在HBO/BBC/RAI電視劇《羅馬》(2005–2007)中扮演Servilia of the Junii和《神秘博士》特輯《火星之水》(2009)中扮演Adelaide Brooke。她在電影《星球大戰I：幽靈的威脅》 (1999)中為機器人TC-14配音，在蒂姆·伯頓的《魔境夢遊》(2010)演了愛麗絲的母親。由於她對戲劇的貢獻，2009年被授予CBE。

## 個人生活
鄧肯出生在蘇格蘭愛丁堡的一個工人階級家庭；她的父親為英國陸軍服務了21年，之後成為了一名公務員。她還是個孩子時，她的父母搬到了利茲，之後到了伯明罕。鄧肯在伯明罕通過獎學金上了愛德華六世國王女子高中。雖然她來自蘇格蘭，她仍說公認發音口音。截至2011年，她唯一說蘇格蘭口音的角色是在AfterLife (2004)。
鄧肯的父親在她15歲時死於車禍。她母親因阿茲海默病死於1994年；她啟發莎曼·麥克唐納德寫了戲劇《冬天的訪客》(1995)，之後被阿倫·瑞克曼改編成了一部電影。鄧肯與1985年在皇家莎士比亞劇團認識的蘇格蘭演員希爾頓·麥克雷結婚。他們生活在倫敦北部，1991年9月生了兒子Cal McRae。
鄧肯在2009年女王生日頒獎中由於對戲劇的貢獻被授予了大英帝國勳章 (CBE)。

## 外部連結
- 琳賽·鄧肯在互联网电影资料库（IMDb）上的資料（英文）
- 琳賽·鄧肯在豆瓣上的资料（简体中文）
- Lindsay Duncan's resume on her agent's website